# Ceromya longimana
Ceromya longimana là một loài ruồi trong họ Tachinidae.